# 近藤勇
近藤 勇（こんどう いさみ、天保5年10月5日〈1834年11月5日〉- 慶応4年4月25日〈1868年5月17日〉）は、江戸時代末期の武士。新選組局長。後に幕臣に取り立てられ、甲陽鎮撫隊隊長。勇は通称で、諱は昌宜（まさよし）。慶応4年（1868年）からは大久保剛を名乗り、後にさらに大久保大和と改めた。家紋は丸の内に三つ引。天然理心流四代目宗家。

## 生涯

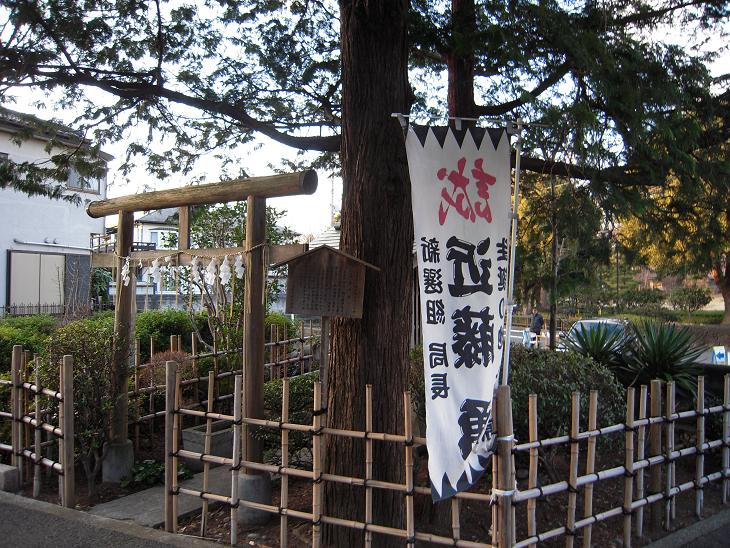
生家の隣にある近藤神社

### 出生から試衛場入門
天保5年（1834年）、武蔵国多摩郡上石原村（現在の東京都調布市野水）に百姓・宮川久次郎と母みよ（ゑい）の三男として生まれる。幼名は勝五郎、後に勝太と改める。久次郎には勝五郎のほかに、長女・リエ（天保3年（1832年）に死去）、長男・音五郎（音次郎）、次男・粂蔵（くめぞう、粂次郎、惣兵衛）がいる。ほか、祖父の源次郎がいる。天保9年の上石原村の宗門人別改帳によれば、宮川家は多摩郡大沢村（三鷹市）の龍源寺の檀家で、高七石一升二合の6人家族。石高から中流クラスの上層の家庭環境であったと判断される　。
嘉永元年（1848年）11月11日、勝五郎は江戸牛込（東京都新宿区）に所在する天然理心流剣術道場・試衛場に入門する。勝五郎が入門した道場は「試衛館」として知られるが、多摩郡蓮光寺村（多摩市）の名主・富沢政恕日記および小島鹿之助『両雄士伝』によれば「試衛」は号で、「試衛場」と記されている。
翌嘉永2年6月に目録を受ける。同年10月19日には近藤周助（近藤周斎）の養子になり、周助の実家である嶋崎家へ養子に入り、嶋崎勝太と名乗る。のちに正式に近藤家と養子縁組し、嶋崎勇と名乗ったのちに、近藤勇を名乗った。安政5年（1858年）には日野宿（日野市）の牛頭天王社（八坂神社）の奉納額に「島崎勇藤原義武」と記されている。
万延元年（1860年）3月29日に御三卿・清水徳川家の家臣である松井八十五郎の長女である松井つねと結婚。
翌年8月27日には府中六所宮で、天然理心流宗家四代目襲名披露の野試合を行い、晴れて流派一門の宗家を継ぎ、その重責を担うこととなった。また、文久2年（1862年）には、つねとの間に長女・たま（瓊子）が誕生した。勇の死後、明治9年（1876年）に勇の長兄である音五郎の次男・勇五郎を近藤家の養子に迎え、娘・たまは勇五郎の妻となった。
勇は天然理心流の門人同士で独自の交流を持ち、上京後も江戸や多摩の有力門人と書簡を介して交流し、金策の要請などを行っている。
なかでも勇が密接に交流した人物に兄の音五郎や惣兵衛、寺尾安次郎、佐藤彦五郎、小島鹿之助、沖田林太郎、粕谷良循らがいる。佐藤彦五郎は日野宿の名主で、天然理心流の門人となり屋敷内に稽古場も持っていた。小島鹿之助も多摩郡小野路村（町田市）の名主の家庭に生まれ、同じく門人となり屋敷に道場を持っていた。時期は不明であるが、勇、彦五郎、鹿之助の三人は『三国志演義』にならい義兄弟の契りを結んだという。また、鹿之介は漢学を修める教養人で、勇への思想的影響があったともいわれる。佐藤彦五郎や小島鹿之助は農兵隊を組織し、一部はのちに甲陽鎮撫隊と名を改めた新選組に合流した。

### 浪士組参加から清河派との決裂

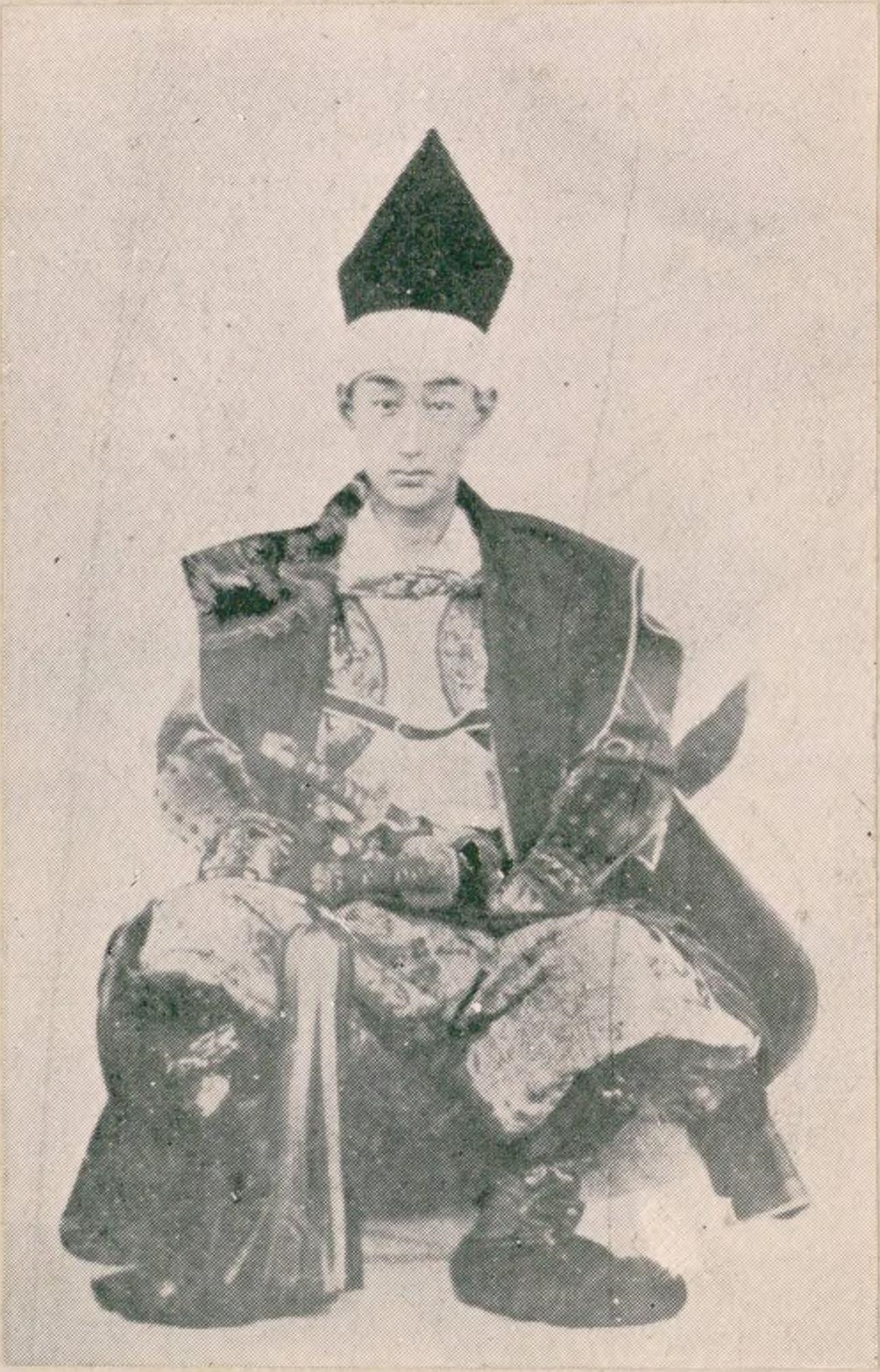
松平容保（写真）

文久3年（1863年）正月、江戸幕府は旗本の松平忠敏、出羽国庄内藩出身の清河八郎の献策を受け入れ、14代将軍・徳川家茂の上洛警護をする浪士組織「浪士組」への参加者を募った。永倉新八『新撰組顛末記』によれば、浪士募集を受け斎藤一を除く近藤ら試衛館の8人はこれに参加することを決める。正月16日に近藤は小野路村の小島家で鎖帷子を借りている。2月8日、浪士組一行とともに京都に向けて出発した。一行は江戸小石川（東京都文京区）の伝通院を発して中山道を進み、子母澤寛『新選組始末記』によれば近藤は取締付・池田徳太郎の手伝役として道中の宿割りを命じられ、本隊より先行して出立したという。また、『新撰組顛末記』では2月9日に本庄宿（埼玉県本庄市）に止宿した際に宿の手配に漏れが生じ、水戸藩の芹沢鴨が激怒して大かがり火を焚き、近藤と池田が詫びたとする逸話を伝えている。一行は同年2月23日に京都に到着すると、壬生村（京都府京都市中京区）の民家や寺社に分宿した。近藤は壬生村の郷士・八木源之丞邸や周辺の寺社に分宿した。
一行が京都に到着した23日夜、清河は新徳寺（中京区）において浪士組上京の真の目的は朝廷に尊皇攘夷の志を建白することであると宣言し、浪士組の江戸帰還を提案した。翌24日に清河は学習院国事参政掛に建白書を提出した。これにより浪士組は清河ら江戸帰還派と近藤・芹沢ら京都残留派に分裂し、異議を唱えた近藤や芹沢ら24人は京に残留する。文久3年3月の近藤勇書簡によれば、近藤は清河と同じ尊皇攘夷派に属しつつも、清河が幕府よりも朝廷を優先する思想であるのに対し、近藤は朝廷と幕府を一体化させ政局を安定させる公武合体論的な思想であったことが指摘される。

### 壬生浪士組の発足と芹沢鴨暗殺

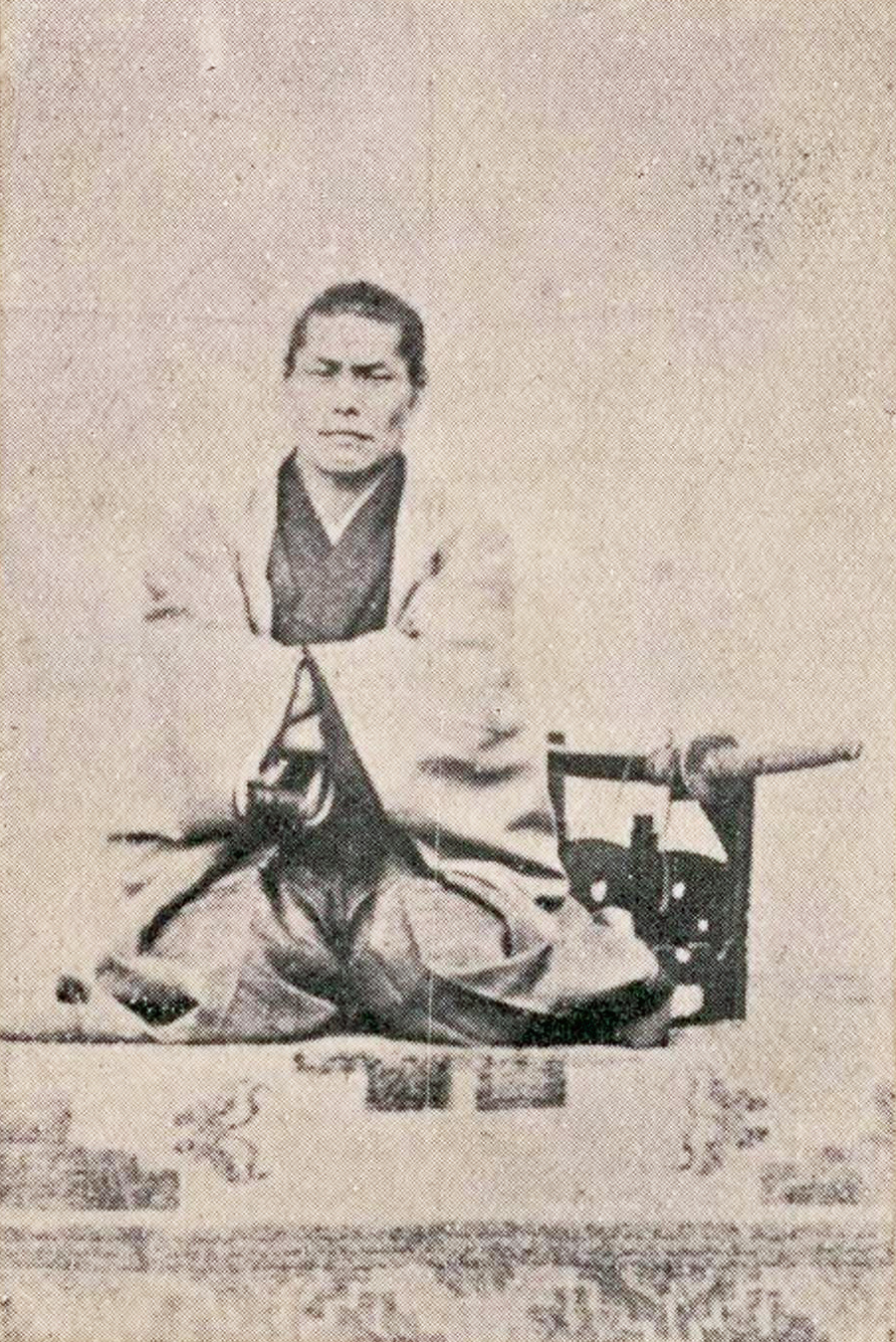
近藤勇（写真）

同年3月10日、二条城において京都守護職を務める会津藩主・松平容保は幕府老中から京都の治安維持のため浪士を差配することを命じられ、近藤・芹沢ら17名の京都残留組は会津藩に嘆願書を提出し、3月12日に受理され会津藩預かりとして将軍在京中の市中警護を担う「壬生浪士組」が結成された。浪士組24名のうち試衛場出身者は近藤ら8名が占めている。
結成当初の壬生浪士組は運営が円滑にいかず、近藤は3月25日に四条大橋（京都市下京区・東山区）において下総浪士の殿内義雄を暗殺した。殿内らは幕府から伝達を受け浪士組の探索を行っていたが、殿内の暗殺、根岸友山の一派と粕谷新五郎は脱退し、阿比類鋭三郎は病死（暗殺説あり）し、家里次郎は切腹した。殿内派3人のグループはこれにより瓦解し、浪士組は近藤派と芹沢派5名の二派閥体制となった
『世話集聞記』によれば、3月25日に近藤・芹沢ら浪士組は壬生屯所の裏手で狂言を見物し、この際にはすでに会津藩の手付金で揃いの羽織を着ていたという。文久3年2月、将軍家茂の上洛に随行して上京していた井上源三郎の兄・井上松五郎は4月17日に壬生屯所で土方歳三・沖田総司・井上源三郎から「近藤天狗になり候」とする相談を受けている。この「天狗」に関しては近藤の慢心とみる説と、天狗=水戸天狗党と解し芹沢鴨の同類と理解する説がある。同年3月5日ごろには近藤、芹沢、新見らは隊内の法度を定めている。
文久3年8月18日、長州藩を京都政局から排除するために中川宮朝彦親王（尹宮）、会津藩、薩摩藩主導の八月十八日の政変が起こると、壬生浪士組は御花畑門の警護担当となるが、目立った活躍もなく長州勢の残党狩りに出動する。その後、働きぶりが認められ、武家伝奏より「新選組（新撰組）」の隊名を下賜された。近藤・土方らはまず、副長の新見錦を自殺させた。また、新見錦は水戸浪士新家粂太郎と同一人物で、長州で死亡したとする説も存在している。9月13日には近藤の意に応じないとして田中伊織を暗殺した。さらに9月16日に芹沢らを暗殺すると、近藤勇主導の新体制が構築された。10月10日には祇園料亭「一力」（京都市東山区）」において会津藩が主催して諸藩を招いた集会が開かれ、近藤もこれに招かれている。
このころに養父の近藤周斎の病状が悪化し、長兄の宮川音五郎から江戸帰還を求められているが、近藤は京の政情不安を理由にこれを断っている。

### 池田屋事件と禁門の変における活動
八月十八日の政変により京都政局は公武合体派が掌握し、一橋慶喜・松平容保（会津藩主）・松平定敬（桑名藩主）の三者による「一会桑政権」が形成され、新選組はその一角を担った。元治元年（1864年）正月15日には将軍徳川家茂が入京し二条城へ入った。松平容保は陸軍総裁職・軍事総裁職となり、2月25日には福井藩主・松平慶永が京都守護職に就任している。幕府では新選組を松平慶永に預ける案が浮上したが、近藤はこれを断っている。5月7日に将軍家茂は江戸へ帰還するが、近藤は将軍の在留を求めて憤激する書簡を残している。
同年5月末ごろ、近藤の養父周斎宛の書簡によれば、近藤は備中国松山藩主・板倉勝静の家来で新選組隊士の谷三十郎から弟の昌武（周平）を養子に迎えたことを伝えている。なお、周平は慶応3年（1867年）に養子関係を解消し旧姓に戻り、翌年に江戸へ戻る途中で脱走している。
元治元年6月1日、新選組は熊本藩士・宮部鼎蔵下僕である忠蔵を捕縛し、ほか不審者二名を捕縛した。拷問により謀反の計画を知り、四条通小橋西入ル真町（京都市下京区）で薪炭商・枡屋喜右衛門（古高俊太郎）を捕縛した。古高の供述から中川宮邸放火計画を知った新選組は直ちに探索を開始し、6月5日（1864年7月8日）に一味が潜伏していた池田屋に突入して宮部一派を壊滅させた（池田屋事件）。この働きにより、新選組は朝廷と幕府から感状と褒賞金を賜った。
禁門の変出動を経て、近藤は隊士募集のために帰郷する。ここで伊東甲子太郎ら新隊士の補充に成功した。

### 京都政局と近藤の広島出張
慶応元年（1865年）9月16日、将軍・徳川家茂は上洛して二条城に入り、9月21日には京都御所へ参内して長州再征の勅許を得る。再征勅許の獲得により幕府では大目付・永井尚志を長州訊問使として派遣することを決定し、長州側との会見場所が安芸国広島の国泰寺（広島県広島市中区）に決定した。近藤は会津藩を通じて訊問使への同行を願い出て許可された。なお、同年11月4日付の佐藤彦五郎宛書簡では訊問使随行のことなどが記されているほか、天然理心流の後継者を沖田総司とすることなども記されている。
近藤は武田観柳斎、伊東甲子太郎ら隊士8名とともに11月7日に大坂を立ち、11月16日に広島へ到着する。11月20日に永井は近藤らを自らの家臣として長州派遣を要請するが長州側にこれを拒否され、さらに11月22日には永井は近藤らを長州側との折衝役とし、近藤らは長州藩側の宿舎に赴いているが面会を拒否されている。近藤らは11月23日に長州藩士との面会を果たし、12月11日には長州入りを要請するが、再び拒否されている。12月15日に近藤らは長州藩の支藩・岩国藩領の新湊（山口県岩国市新港町）において岩国藩との会談を要請するが、これも拒否されている。近藤らは長州入りを断念し、12月22日に京都に帰還している。
慶応2年（1866年）正月22日、幕府は長州藩に対する処分を決定し、老中・小笠原長行を広島へ派遣する。正月27日に近藤は伊東、篠原泰之進、尾形俊太郎とともにこれに随行し、2月3日に広島へ到着した。2月16日に近藤は広島藩士と交流のある伊東を介して岩国藩士・塩谷鼎助との会談を要請するが、これを拒否されている。同年6月7日には第二次幕長戦争が勃発するが、7月20日に将軍家茂が大坂城で急死したため、8月21日に勅命で長州征伐が停止される。

### 新選組の幕臣化と伊東甲子太郎の分離・暗殺
同年9月26日、伊東甲子太郎と篠原泰之進が近藤の妾宅を訪れ、近藤と時局を論じたという。篠原の日記によれば伊東が勤王を説き孝明天皇（同年12月25日に死去）の衛士になることを主張したのに対し、近藤は徳川幕府の趨勢を論じ議論は平行線となり、近藤は伊東らの分離を警戒したという。
慶応3年（1867年）正月18日、伊東らは九州遊説のため太宰府へ赴き、そのまま新選組から分離した御陵衛士（高台寺党）となった。伊東らは3月12日に帰京、翌13日に近藤・土方らに分離を申し出て、了承された。この際に藤堂平助・斎藤一（近藤派の間者との説あり）らがこれに加わった。
同年6月10日、新選組は会津藩預かりから隊士全員が幕臣となる。近藤は御目見得以上の格（三百俵旗本）となる。これにより近藤は幕府代表者の一員として各要人との交渉を行い、同年6月17日には幕府親藩の集会で演説を行っている。近藤は征長論を主張し、6月24日には近藤の建白書が議奏の柳原前光、正親町三条実愛に提出される。土佐藩士の日記によれば、この時期、近藤は永井尚志の紹介で土佐藩の参政である後藤象二郎を紹介され、さらに同年9月27日には岡山藩家老の日置帯刀を紹介され、長州征伐について会談したという。同年6月15日には屯所を西本願寺から不動堂村（京都市下京区）に移転しており、新選組の任務には要人警護も加わった。
同年8月8日には伊東ら御陵衛士も建白書を提出し、近藤の征長論に対し長州寛容論を主張した。同年10月13日・14日に薩摩藩、長州藩に対して討幕の密勅が下ると、14日に将軍徳川慶喜は大政奉還を行いこれを回避する。近藤は14日に正親町三条実愛を訪ね、大政奉還を尾張・越前の策謀として批判したという。
同年10月18日夜、近藤は国事議論を目的に醒ケ井通木津屋橋（京都市下京区）に伊東甲子太郎を呼び、酒宴の後に七条油小路（下京区）において大石鍬次郎らに伊東を暗殺させた。さらにほかの御陵衛士たちを誘い出して夜襲し、藤堂らを殺害した（油小路事件）。
同年12月9日には王政復古の号令が発せされ、京都の旧幕府勢は撤退を命じられた 。新選組は将軍不在の二条城警護を命じられていたが、12月13日に近藤は水戸藩士と二条城警護をめぐり対立したという。
12月18日、近藤は伏見の陣から二条城へ出向き、公卿らに薩長・尊王派を除こうと上京する。篠原泰之進の日記によれば、御陵衛士の鈴木三樹三郎・篠原ら8名は竹田街道・墨染（京都市伏見区）において近藤を待ちぶせ、馬上の近藤を銃撃する。近藤は肩を負傷し、島田魁日記によれば伏見城へ逃れたという。近藤は新選組の検診医でもあった幕府典医・松本良順の治療を受けるため、沖田総司とともに大坂城で療養している 。
慶応4年（明治元年、1868年）1月3日には旧幕府軍と新政府軍の間で鳥羽・伏見の戦いが発生する。新選組は会津兵らと伏見奉行所におり、近藤負傷のため土方が隊を指揮した。

### 戊辰戦争から処刑まで

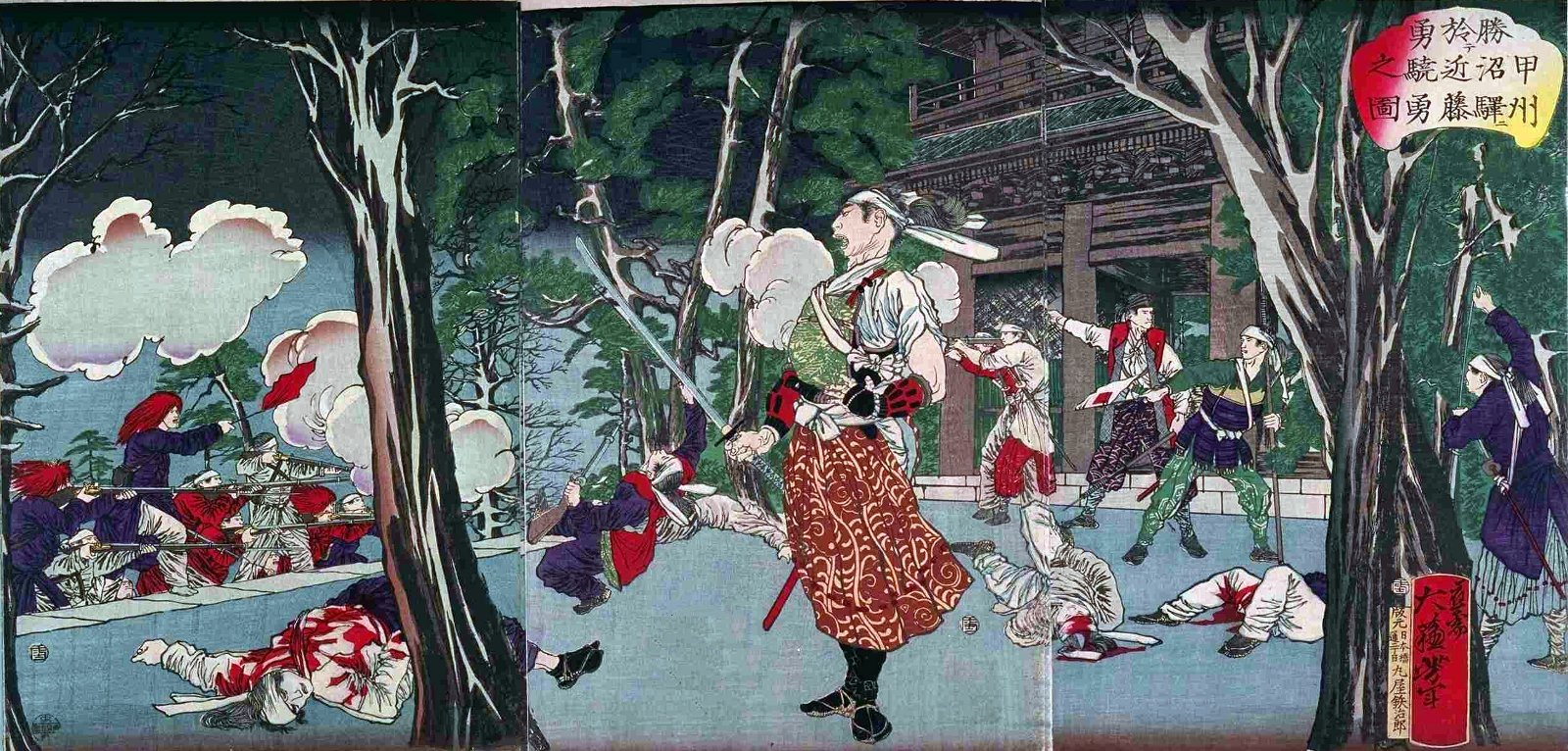
錦絵「勝沼駅近藤勇驍勇之図」（月岡芳年画、1880年、東京都江戸東京博物館蔵）

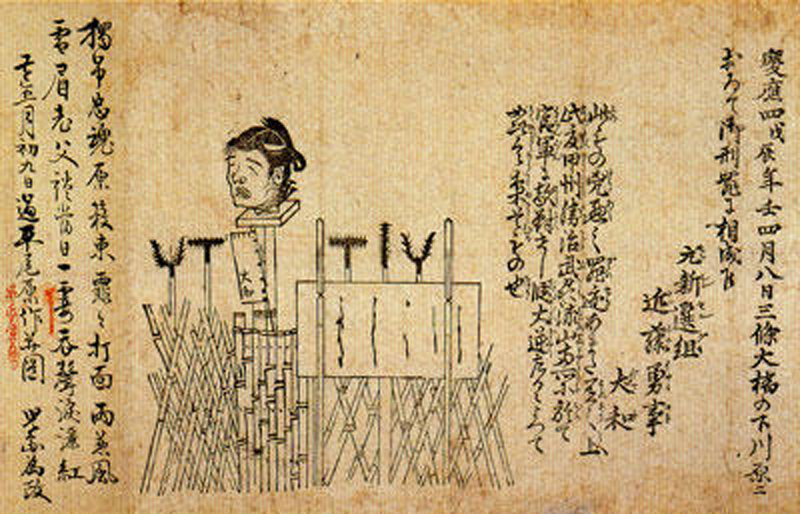
三条河原での晒し首の様子を描いた絵

鳥羽・伏見の戦いにおいて敗れた新選組は、幕府軍艦で江戸に戻る。近藤・土方は富士山丸に乗艦している。江戸鍛冶橋門外（東京都千代田区）の秋月種樹邸を屯所とする。永倉新八「浪士文久報国記事」『新選組日記』によれば、近藤は江戸帰還後に徳川慶喜に対して甲斐国甲府の甲府城（山梨県甲府市）の委任を要請する建白書を提出した。
2月28日、近藤は幕府から「甲陽鎮撫」を命じられ、幕府から武器弾薬を、幕府や会津藩から資金を与えられると3月、近藤は「大久保剛」の変名を用いて新選組は甲陽鎮撫隊と改名した。また、日野宿では佐藤彦五郎が一行に加わっている。一行は3月1日に江戸鍛冶橋屋敷を出立すると甲州街道を甲府へ向かうが、一方の新政府軍も岩倉具定が東山道先方総督軍を率いて信濃国諏訪から中山道・甲州街道に分かれて江戸へ進軍していた。近藤は3月4日に花咲宿（山梨県大月市）において東山道先鋒総督参謀・板垣退助の率いる迅衝隊が甲府を制圧したことを知り、3月6日に甲州市勝沼町において勃発した甲州勝沼の戦い（柏尾戦争）で迅衝隊と戦うが敗れて敗走する。
近藤らは敗走し、3月8日には八王子宿（東京都八王子市）において江戸引き上げを宣言した。このころ、永倉新八、原田左之助らは勢力を結集して会津において再起を図る計画を立て、3月11日には江戸和泉橋医学所において近藤と面会するが、近藤は永倉・原田らの計画に対して近藤の家臣となる条件を提示したため両者は決裂し、永倉・原田は離脱した。近藤・土方は会津行きに備えて隊を再編成し、旧幕府歩兵らを五兵衛新田（現在の東京都足立区綾瀬四丁目）で募集し、隊士は227名に増加した。近藤は変名をさらに「大久保大和」と改めた。
4月には下総国流山（千葉県流山市）に屯集するが、新政府軍は3月13日にすでに板橋宿（東京都板橋区）に入っていた。新選組は4月1日・2日には流山の光明院・流山寺に分宿し、近藤・土方は長岡七郎兵衛宅を本陣としていた。新政府軍は総督内参謀の香川敬三が大軍監となり、下野国宇都宮の宇都宮城占拠を企てる会津・桑名勢に対抗するため日光街道を進軍し、4月2日には糟壁（埼玉県春日部市）に至っている。新政府軍は流山に集結した新選組が背後を襲う計画を知り、4月3日には近藤を捕縛する。近藤捕縛は史料により状況が異なり、越谷の政府軍本営に出頭したとする記録もある。
しかし、大久保が近藤勇と知る者が政府軍側におり、そのため総督府が置かれた板橋宿まで連行される。 板橋宿平尾の脇本陣豊田家に幽閉され、板橋宿本陣にて連日取り調べが行われた。近藤は大久保の名を貫き通したが、元隊士で伊東甲子太郎率いる御陵衛士だった加納鷲雄、清原清に近藤であると看破され、結局捕縛された。その後、土佐藩（谷干城）と薩摩藩との間で、近藤の処遇をめぐり対立が生じたが、結局土佐藩（谷干城）が押し切り、慶応4年4月25日（1868年5月17日）、中仙道板橋宿近くの板橋刑場で横倉喜三次、石原甚五郎によって斬首された。享年35（満33歳没）。首は京都の三条河原で梟首された。その後の首の行方は正式に確定されていない。

## 墓所

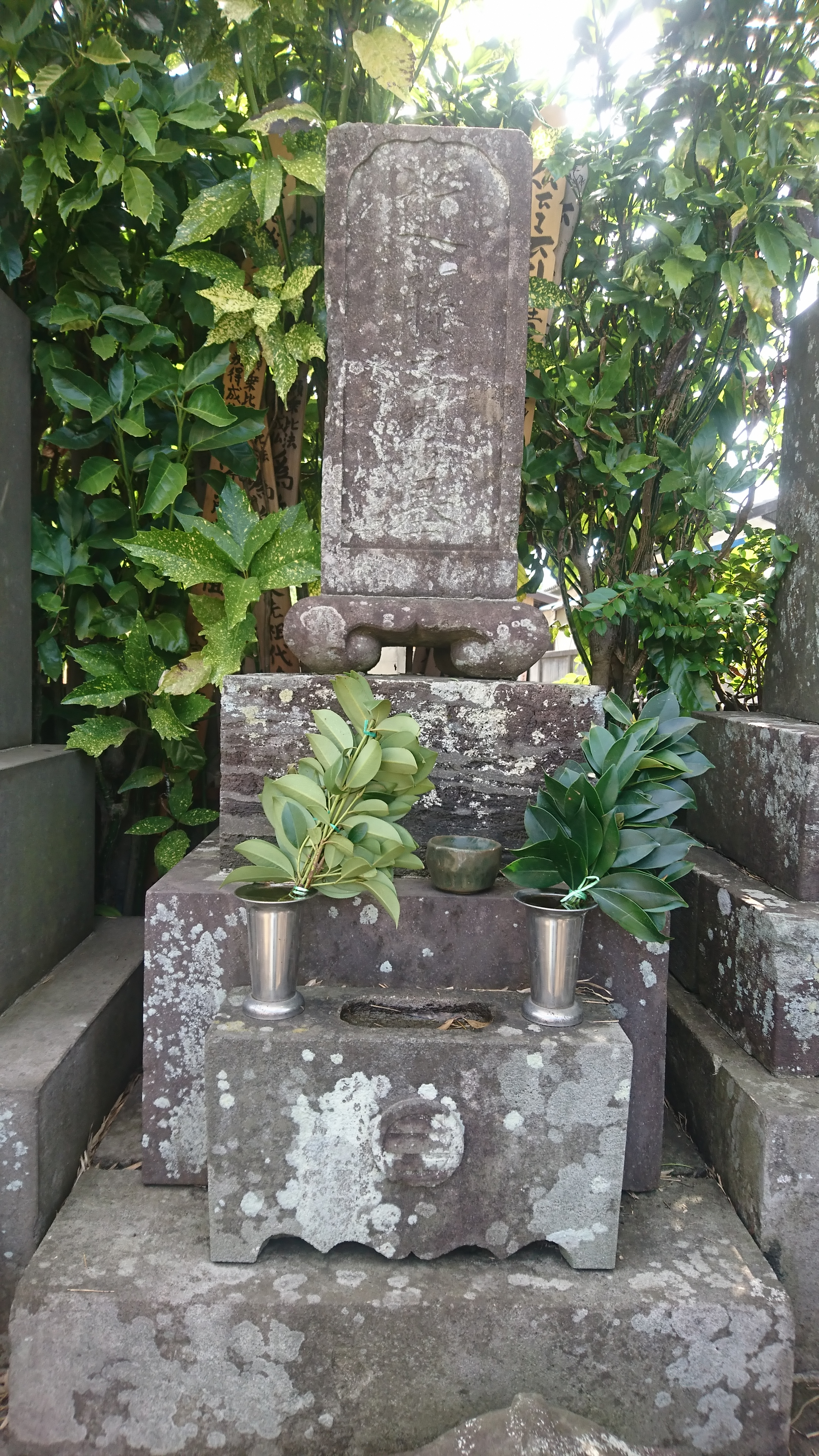
龍源寺にある近藤勇の墓

- 東京都北区の板橋駅東口前の寿徳寺境外墓地（永倉新八により建立。処刑場の近隣）
- 東京都三鷹市の龍源寺（上述の出身地、現・調布市野水のすぐ近く。辞世の句碑もあり）
- 福島県会津若松市の天寧寺（土方歳三が遺体の一部を葬った）
天寧寺では毎年4月25日に追善供養墓前祭を行っている[66]。2020年には会津若松ライオンズクラブが60周年記念事業で近藤勇の墓碑の隣に土方歳三の慰霊碑を建立した[66]。
- 山形県米沢市の高国寺（近藤の従兄弟・近藤金太郎が首をひそかに持ち帰り埋葬）
- 愛知県岡崎市の法蔵寺にも「近藤勇首塚」がある。

毎年、民間団体が近藤を弔うために「近藤勇忌」を流山市や会津若松などで行っている。戒名は貫天院殿純忠誠義大居士。

## 辞世
辞世の句は漢詩（七言律詩）で作られており、この句が刻まれた句碑が龍源寺境内の墓所にある。

## 家族・子孫
- 実父：宮川久次郎
- 実母：宮川みよ
  - 長兄：宮川音五郎
    - 甥・婿養子：宮川勇五郎 - 長兄・音五郎の次男、実子・たまの夫。勇の刑死後に近藤家へ婿入り[6]。

  - 長女：宮川リエ
  - 次兄：宮川粂次郎
  - 本人：宮川勝五郎 - 近藤周斎に養子入りしたのち、近藤勇。
  - 正妻：松井つね
    - 娘：近藤たま（甥・勇五郎の妻） - 勇の甥・勇五郎に嫁ぐ[6]。
      - 孫：久太郎（孫、音五郎・たまの長男） - 1905年（明治38年）、日露戦争で戦死。勇の嫡流子孫は断絶。

  - 妾：駒野
    - 息子：　　 - のちに僧籍。

  - 妾：お考
    - 娘：お勇

  - 妾：およし
    - 息子：

孫は久太郎のほかに、勇が朝鮮人貿易商との間にもうけた男子3人がいる。
宮川家は代々農家を続けており、現在の末裔も都内で農家を営んでいる。一族の宮川清蔵は天然理心流9代宗家となっている（近藤勇は4代宗家）。

## 逸話
- 愛刀は長曽禰虎徹興里（長曽祢虎徹とも）。

- 近藤の虎徹については真贋を含めて所持は不明であり、複数の説がある。子母沢寛の『新撰組始末記』では「江戸で買い求めた」「鴻池善右衛門に貰った」「斎藤一が掘り出した」の三説を挙げている。
- 研師の犬塚徳太郎は、本作は源清麿作であったとし、関東大震災の折に焼失したとしている。
- 令和2年（2020年）6月、近藤の愛刀であった可能性の高い刀（以下「本作」）が現存する旨が報道された。本作は金子堅太郎が所蔵していたものと考えられる。本作には「長曽祢虎徹興正」の銘がある。本作の鞘には、金子のものとみられる筆跡で「近藤から神奈川宿の中村家に渡され、同家から金子が入手した」旨が記されている。

- 源義経、楠木正成などの武将が登場する軍談を読み聞かせられて育った。特に三国志演義の関羽に憧れていたと伝わる。
- 加藤清正を尊敬し、同じく口から拳骨を出し入れできた加藤清正の真似をして「清正公のように出世したいものだ」と語ったという。
- 近藤の生家（現野川公園入口付近）は明治以降も現存していたが、太平洋戦争中の調布飛行場延長工事により取り壊され、井戸と近藤勇を祀った小さな神社がある。
- たまごふわふわと呼ばれる、静岡県袋井市の郷土料理を好んだとされることもあるが、それは大河ドラマ『新選組！』の近藤勇の設定であり史実の近藤勇の逸話ではない[70]。
- 平成23年（2011年）10月、頼山陽流の漢詩掛け軸が見つかり報道された。その句は「只應晦迹寓牆東、喋喋何隨世俗同。果識英雄心上事、不英雄處是英雄」である（画像）。

書き下せば「只だ應に迹を晦まして牆東に寓すべし、喋喋何ぞ世俗に隨って同じからん。果たして英雄の心の上の事を識らば、英雄ならざる處ぞ是れ英雄。」、現代語訳は、「ひたすら隠者生活を送るべきであり、喋喋と政治を議論する俗人と同じではない。もし英雄の心が理解されるならば、英雄らしからぬことこそ英雄（なのである）」となる。
- 薩摩藩士の使用する示現流に対して「薩摩の初太刀をはずせ」と最大限の警戒を払った[72]。
- 斎藤一に「白蔵主の根付」を贈った。
- 赤穂浪士に憧れを持っており、大和高取藩主・植村家保から大石内蔵助が使用した甲冑が贈られたと喜んで多摩の実家に報告した[73]。
- 明治時代の講談では新選組は坂本龍馬の暗殺した悪役と描かれることが多かったが、近藤は別格の豪傑として紹介された[74][75]。

## 評価
- 江川太郎左衛門 「武勇と豪胆とは、麾下九万の士人中、勇ぞその第一位を占めたりける。されば、まだうら若き身をもって、新撰組の頭領として、海内同様の中心たりし京城鎮護の命を受け、一時その独力をもて、驚悍狂躁の浮浪ばらを打鎮め、幕廷鎮護の干将莫邪とは成りたりけり。勇は容貌魁偉にして、音吐さながら洪鐘の如く、紅顔あたかも棗を重ね、気躁あたりを沸ひしとぞ。去れども、その人寡黙にして能く辞譲の道をば守り、和気自ずから四筳に薫て、彼の武人一通りの弱点たる、峻厲人と犯すが如き事は絶えて無かりしとぞ。さればこそ、若冠にして多数の虎豹を引纏め、儼然として一敵国をば構えたりけれ」[76]
- 渋沢栄一 「会って見ると存外穏当な人物で、毫（いささか）も暴虎馮河の趣などは無く、よく事理の解る人であった。しかし近藤は飽くまで薩摩を嫌いな人で、薩州人とは俱に天を戴かざる概を示しておったものだから、薩州人に対してのみは過激な態度を取ったりなぞしたので、一見暴虎馮河の士の如くに世間から誤解せらるようにもなったのである」[77]
- 中西君尾 「近藤は実に剛胆な男らしい男でありました」[78]
- 西村捨三 「背高く色黒く中肉にて痘痕あり。中々落ち着き払いたる天晴の武士なりき」[79]
- 千葉彌一郎 「近藤の剣術はさまでのものぢゃない」[80]

## 関連作品
- 新選組! - 近藤を主人公として描いたNHK大河ドラマ
- 歌謡曲「近藤勇」（作詞：星野哲郎、作曲：浜口庫之助、歌：尾形大作、1988年）
- 新選組局長近藤勇生誕190周年デザイン　マンホールカード[81]